# Nidaa Badwan
Nidaa Badwan (àrab: نداء بدوان)  (Abu Dhabi, 17 d'abril de 1987) és una artista palestina contemporània especialitzada en fotografia.

## Vida primerenca
Nascuda als Emirats Àrabs Units, es va mudar a Gaza amb 12 anys, quan feia sisè de primària, i va treballar tot un any a Amman, havent-se llicenciat en Belles Arts a la Universitat d'Al-Aqsa de Palestina.

## Carrera
És sobretot coneguda pel treball 100 Days of Solitude, per al qual va passar un llarg període creant un bell espai a la seva habitació on pogués aïllar-se i fugir de la realitat de Gaza. Va comentar que viure en una ciutat on «va perdre els drets bàsics com a ésser humà» la va inspirar a «crear un món alternatiu» a la seva cambra. Aquest projecte es compon de 25 autoretrats fotogràfics fets a la dita sala a partir del 13 de novembre del 2013 i durant els vint mesos d'exili autoimposat, iniciat després de ser maltractada per membres de Hamàs a Gaza a causa de no dur el vel islàmic.
La seva història, divulgada en una entrevista al New York Times, li va aportar reconeixement internacional. Van citar-la molts altres mitjans d'arreu del món, com ara ZDF, France 24 i Sky Arts. Després de viure uns anys a Palestina, es va traslladar a San Marino, on va exercir de professora universitària a la Universitat de San Marino. Des del setembre del 2017, viu a Itàlia.
Les seves exposicions han recorregut i encara recorren el món: després de la primera a Jerusalem, ha fet nombroses exhibicions a Itàlia, San Marino, Dinamarca, Alemanya, els Estats Units, Espanya i els Emirats Àrabs Units. El 2016, va ser seleccionada per a The 2016 Sovereign Middle East & North Africa Art Prize Finalists, un premi per als 30 millors artistes del món àrab. El 2017, va fer de ponent a la conferència de la UNESCO celebrada a Cartago. El mateix any, el municipi italià de Monte Grimano Terme, considerat un dels més bonics del país, va concedir-li un espai al centre històric en tant que la seva nova habitació. A la inauguració van assistir nombroses autoritats, d'entre les quals el cònsol de Palestina a Itàlia. El 2019, van incloure'n el nom a la Passeig de la Fama de Montecatini-Terme, situat a Montecatini-Terme i inspirat en el Passeig de la Fama de Hollywood.
Entre el 2021 i el 2022, es va estrenar com a actriu de cinema en el film Ritratto di donna in un paesaggio, dirigit per Andrea Laquidara.
El maig del 2022, va realitzar tallers a l'Acadèmia de Belles Arts de Nàpols, en què van participar els estudiants dels cursos de Pintura, Decoració, Disseny de Moda, Fotografia i Escenografia. Ha exposat a la mateixa institució tota sola i acompanyada d'Omar Ibrahim.